# Distrikt Cabana (Lucanas)
Der Distrikt Cabana liegt in der Provinz Lucanas in der Region Ayacucho in Südzentral-Peru. Der Distrikt entstand in den Gründungsjahren der Republik Peru. Er besitzt eine Fläche von 405 km². Beim Zensus 2017 wurden 2193 Einwohner gezählt. Im Jahr 1993 lag die Einwohnerzahl bei 1538, im Jahr 2007 bei 3252. Sitz der Distriktverwaltung ist die 3282 m hoch gelegene Kleinstadt Cabana Sur (oder kurz: Cabana) mit 1892 Einwohnern (Stand 2017). Cabana Sur liegt 48 km nordnordöstlich der Provinzhauptstadt Puquio.

## Geographische Lage
Der Distrikt Cabana liegt im Andenhochland im zentralen Nordosten der Provinz Lucanas. Der Río Sondondo (auch Río Lucanas) durchquert den äußersten Osten des Distrikts in nördlicher Richtung und entwässert das Areal.
Der Distrikt Cabana grenzt im Westen an den Distrikt Lucanas, im Norden an den Distrikt Aucara, im äußersten Osten an den Distrikt Huacaña (Provinz Sucre), im äußersten Südosten an den Distrikt Chipao sowie im Süden an den Distrikt Carmen Salcedo.

## Ortschaften
Neben dem Hauptort gibt es folgende größere Ortschaften im Distrikt:
- Sondondo (254 Einwohner)